# Magali Mendy
Magali Mendy (Choisy-le-Roi, 6 febbraio 1990) è una cestista francese.